# Vuelo 8250 de Aires

Mapa de las sillas

El accidente del Vuelo 8250 de Aires ocurrió el 16 de agosto de 2010 en la pista del Aeropuerto Internacional Gustavo Rojas Pinilla de San Andrés y Providencia, Colombia. El Boeing 737-700 de matrícula HK-4682 de la aerolínea colombiana Aires despegó del Aeropuerto Internacional El Dorado de Bogotá, Colombia y durante el aterrizaje bajo una fuerte tormenta eléctrica el avión perdió el control al tocar tierra metros antes de entrar a la pista, lo que hizo que la aeronave se partiera en tres partes y quedara en una de las cabeceras del aeropuerto. Dos personas murieron y 114 más quedaron heridas.

## Avión

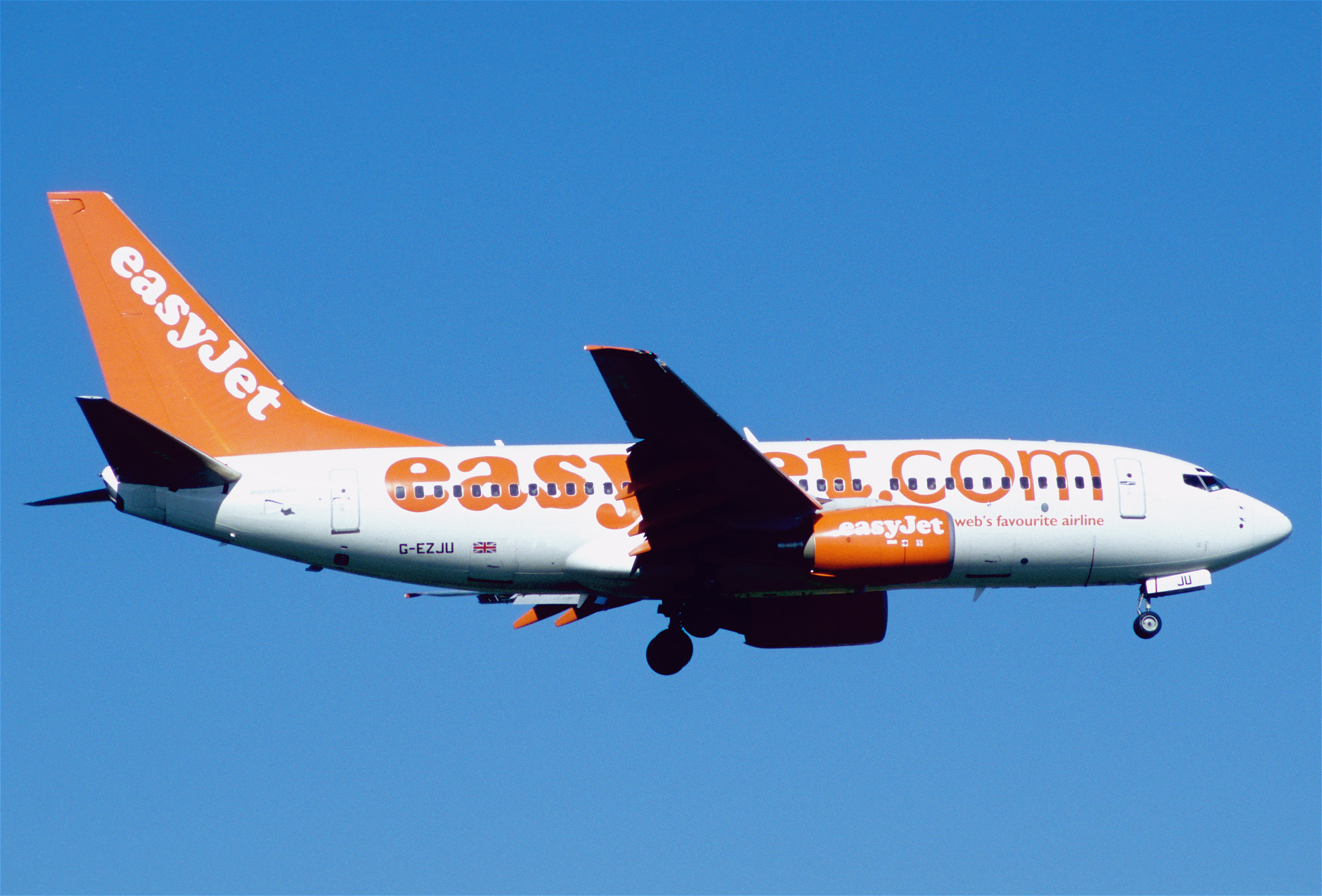
Boeing 737-73V

El avión accidentado era un Boeing 737-700 del fabricante estadounidense Boeing, matriculado HK-4682, con número de serie (MSN) 32416, número de línea 1270. Era propulsado por 2 motores CFM56-7B20 de la compañía CFM International y tenía una capacidad para 149 pasajeros en clase única. La aeronave tuvo su primer vuelo el 10 de enero de 2003 con matrícula de Boeing N6046P. Fue entregado originalmente a la aerolínea de bajo costo Easyjet con el registro G-EZJU en febrero de 2003 y posteriormente fue entregado a Aires el 6 de marzo de 2010 bajo la modalidad de leasing. A la fecha del accidente el avión tenía 7 años y 7 meses de antigüedad.
La tripulación estaba compuesta por 6 personas, el capitán Wilson Gutiérrez, el copiloto Camilo Piñeros Rodríguez y 4 auxiliares.

## Accidente
El vuelo 8250 de Aires partió con 2 horas de retraso del Aeropuerto Internacional El Dorado el lunes 16 de agosto de 2010 a las 12:07 AM (GTM-5). Tras 1 hora y 42 minutos de vuelo; tocó tierra a la 01:49 AM (GTM-5), perdió el control, se partió y quedó destrozado en tres partes en una de las cabeceras del Aeropuerto Internacional Gustavo Rojas Pinilla. A pesar de que no existen aún pruebas concluyentes respecto a las causas del accidente, se especula que el avión fue impactado por un rayo, según testimonios de los pasajeros, durante la aproximación final a 80 metros antes de la pista 06; sin embargo, a lo largo de los años varios aviones han sido impactados por rayos, sin que estos presentaran ningún daño[cita requerida]; cabe explicar que en el espacio sobre el cual se da el fenómeno de las tormentas eléctricas se presentan vientos verticales, circunstancia que afecta fuertemente la sustentación de los cuerpos en vuelo y según los investigadores son la causa más probable del accidente.
El avión llevaba 127 ocupantes, dentro de los 121 pasajeros iban 18 extranjeros: 2 alemanes, 4 brasileros, 2 costarricenses, 5 estadounidenses y 5 franceses. Una mujer mayor falleció a causa de múltiples traumatismos sufridos durante el accidente, y dos semanas después una niña de 11 años. Se estima que 114 personas resultaron heridas, quedando cinco de ellas en estado crítico. La Fuerza Aérea Colombiana envió un King Air 350 y un CASA C-295 con equipos médicos para ayudar a atender la emergencia. Dos semanas después del accidente, la niña superviviente que se encontraba herida de gravedad murió a consecuencia de un traumatismo craneoencefálico severo.

## Investigación
La entidad que rige la Aviación Civil de Colombia (Aerocivil) envió una comisión conformada por su director y varios investigadores y responsables de la seguridad de Aires para determinar las causas del accidente. El Ministro de Transporte de Colombia, Germán Cardona Gutiérrez, también viajó a San Andrés a evaluar los daños y atribuyó el accidente a malas condiciones meteorológicas producto de una fuerte tormenta eléctrica que caía sobre la isla en el momento del aterrizaje del avión. Sin embargo, tras años de investigación con personal de la misma aerolínea, se llegó a saber que días antes del accidente de Aires una aeronave de la misma compañía se había enfrentado a condiciones meteorológicas adversas para el aterrizaje en La Isla de San Andrés. En ese momento, el vuelo tuvo que dirigirse a su aeropuerto de alternativa Panamá, acción que tuvo un fuerte impacto económico en el momento por el que pasaba la aerolínea, razón por la cual los pilotos se encontraban bajo presión por parte de la misma para realizar el aterrizaje. Según la Organización de Aviación Civil Internacional (OACI) la falla de factor humano no solamente puede provenir por parte de los tripulantes de una aeronave, sino también desde un ambiente externo, como fue el caso del accidente de Aires.

## Filmografía
Este accidente fue reseñado en la 20° temporada de la serie Mayday: Catástrofes aéreas, del canal National Geographic  Channel en el episodio "Accidente aéreo en Colombia".
También fue presentado en el programa de televisión canadiense Mayday: Informe Especial, titulado "Trampa Mortal", transmitidos en National Geographic Channel.